# Krušedol
Klášter Krušedol patří do sremské eparchie Srbské pravoslavné církve a představuje kulturní dědictví zvláštního významu. Nachází se na jižní straně Fruške gore v autonomní oblasti Vojvodina.
Samotný klášter se nachází v oblasti vesnice Krušedol, na cestě mezi Irigem a Maradikem. Chrám byl založen rodinou posledních srbských despotů v Sremu, Brankovići. a postaven mezi lety 1509 a 1514. Rodina Đorđe Brankoviće, dva patriarchové Srbské pravoslavné církve a král Miloš Obrenović jsou pochováni v Krušedolu. Matice Srbská a Institut nukleárních věd Vinča, roku 2012 publikovaly konzervátorskou studii ikonostasu kostela v Krušedolu. Výzkum uměleckých děl v porovnání s historickými zápisy umožňuje rekonstruovat vývoj používání materiálů a technologií napříč staletími a charakterizovat významné autory a mistry.

## Historie

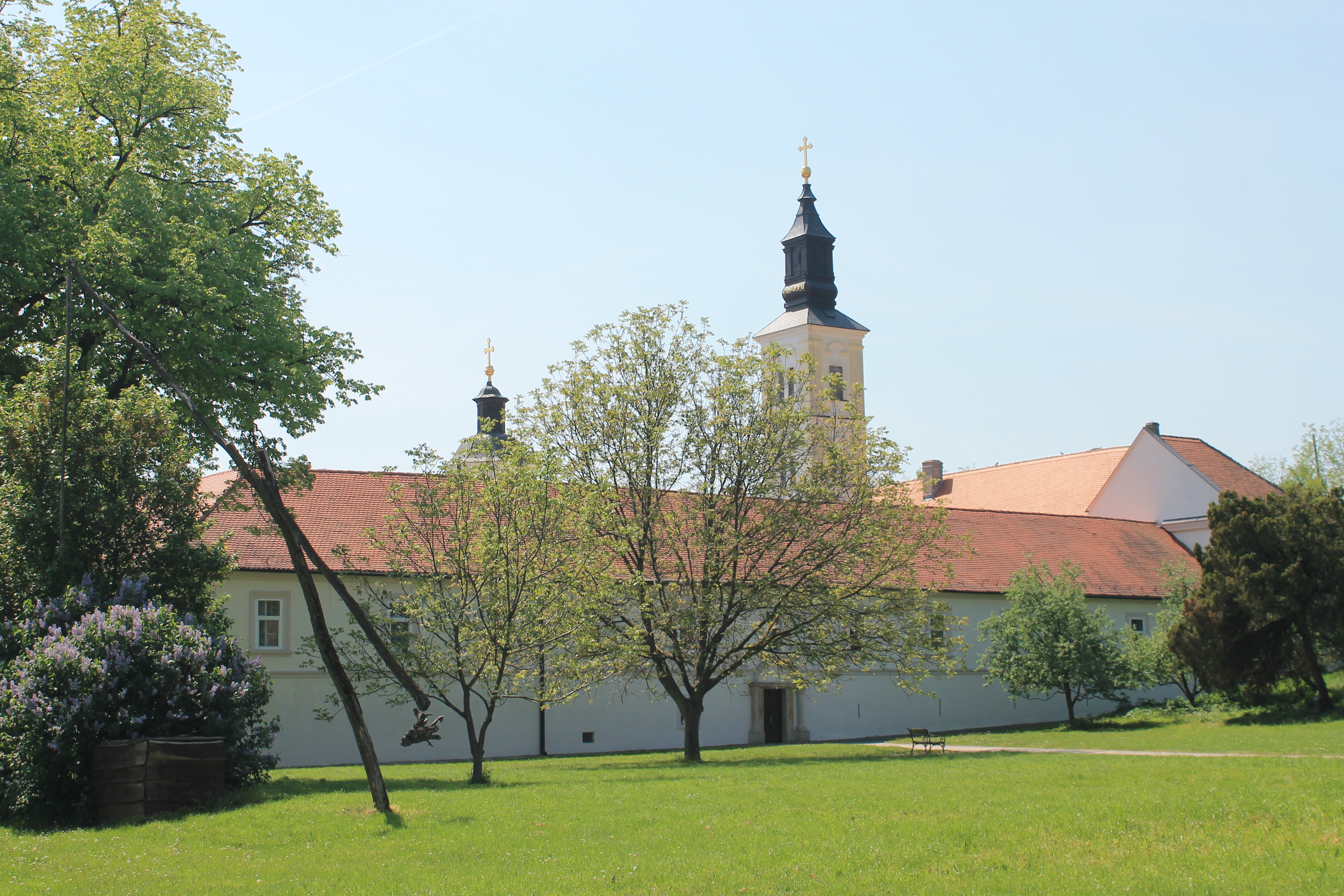
Klášter Krušedol

Klášterní kostel je zasvěcen svátku Zvěstování. Klášter založil Đorđe Branković se svou matkou Angelinou, s pomocí valašského vévody Jovana Njagoja, mezi lety 1509 a 1516. Někteří badatelé považují místo výstavby za bývalé rituální místo starých slovanských božstev. Nedaleko od kláštera dala matka Angelina vystavět kostel a ženský klášter, ve kterém sama žila. Kostel se později stal hlavním kostelem vesnice Krušedol, ale z bývalého kláštera zbyly v 19. století už jen pozůstatky, ve kterých žila krušedolská rodina Ćelijašević. 
V klášteře se konaly dva srbské církevně.národní sněmy, roku 1706 a 1708. S odchodem Turků ze Sremu roku 1716 byl klášter poškozen a kostel spálen. Obnovení začalo roku 1721 a dokončeno bylo v 60. letech 18. století. Metropolita Vićentije Popoviće nechal obnovit kuchyni, jídelnu a sklep. 
Největší zásluhy měl Nikanor Melentijević, episkop (biskup) Pécský. V Krušedolu byl přítomen od začátku svého mnišského života, prošel si zde všemi stupni školy, od diakona (jáhna) po kněze. Patriarcha Arsenije ho povýšil na archimandritu krušedolského a sofronijský metropolita na episkopa Pécského. Když ale zjistil, že klášter v Krušedolu shořel, opustil svou stolici v Pécsi a vrátil se na Frušku goru, aby započal rekonstrukci. Dal vystavět dlouhou východní část kláštera s kaplí, ze které udělal svůj pokoj, nazvaný Vladikina soba. Dále nechal vybudovat hostinec a sklady na potraviny, které byly získávány z desátků. Nikanor zemřel v klášteře roku 1739, na náhrobku bylo napsáno: "Bist velikij ktitor (Veliký zakladatel).
Na západním křídle byla roku 1726 postavena vysoká barokní zvonice, měřila 16 hvatů (96 stop), kterou financovali novosadští Bogdanovići. Roku 1750 byl obnoven kostel. Výstavba zdí po všech čtyřech stranách kláštera byla dokončena roku 1753. Během let 1855 a 1856 proběhla rekonstrukce kláštera, zejména obnova střech. Michal Obrenović roku 1856 věnoval 2000 franků na opravu. 
Georgij episkop Temešvárský dal roku 1751 vytvořit oltář. Jovan episkop Karansebešský roku 1756 dal vymalovat střední kostel a chór. V kostele jsou zastoupeny dva umělecké slohy. Starší sloh je zastoupen freskami, vytvořenými mezi lety 1543 a 1546, a mladší sloh reprezentují nástěnné malby z let 1750–1756. Na západní zdi kostela se nachází freska s výjevem Posledního soudu z konce 17. století. Ikonostas se skládá z ikon ze čtyř různých období. Nejstarší jsou ikony představující apoštola s Kristem, Bohorodičkou a sv. Janem Křtitelem z poloviny 16. století. 
Roku 1724 bylo v klášteře přítomno celkem 26 mnichů, mezi kterými byli i Nikanor Melentjević episkop Krušedolský, Atanasios archimandrita Krušedolský, proigumeni Avakum a Georgije, 9 jeromonachů, 6 diakonů a 4 prostí monachové. 
Za druhé světové války nebyl klášter sice zničen, ale byl vyrabován. Po válce bylo vše obnoveno.
V kostele před ikonostasem se nachází kivoty, ve kterých jsou uchovávány ostatky svatých Brankovićů, tedy Đorđe Brankoviće (monach Maxim) a jeho rodičů Angeliny a slepého Stefana Brankoviće. Dále jsou v klášteře pochováni Arsenije III. Crnojević, Isaja Đaković a Milan a Ljubica Obrenović.
Z hlediska kulturně-historického a z hlediska vzácných uchovávaných artefaktů je Krušedolský klášter jedním z nejvýznamnějších na Fruške gore. 13. srpna 2009 Srbská pravoslavná církev, klášter Krušedol a Eparchie sremská oslavily jubileum, 500 let existence této srbské svatyně.